# Перемога (заказник)
Перемо́га — ландшафтний заказник місцевого значення площею 18 га, розташований у с. Перемога Козятинського району Вінницької області. Оголошений відповідно до Рішення 28 сесії 5 скликання Вінницької облради № 968 від 02 березня 2010 р.
Ділянка ялинкового лісу, порізаного балками через які протікає безіменна притока річки Гнилоп'ять. Ділянки водно-болотного комплексу багаті болотною рослинністю (очерет, осока, рогіз) з місцем гніздування водно-болотних птахів (качка, курочка-водяна, чирок).

## Рельєф та клімат
Рельєф території рівнинний, слабохвилястий. Клімат помірно-континентальний з теплою і порівняно недовгою зимою і не жарким літом. Середньорічна температура січня « — 5,6 С°», липня «+18,8 С°». Середньорічна кількість опадів 645 мм, період із температурою понад « + 10 С°» становить 159 днів.

## Рослинність та флора
По геоботанічному районуванню — це Східно-європейська геоботанічна провінція.
Рослинність вказаної території представлено такими основними групами: — деревною та чагарниковою рослинністю; — прибережно-водною та суто-водною рослинністю.
Основними літніми домінантами трав'яного ярусу є пирій середній, кропива дводомна, підмаренник чіпкий, яглиця звичайна, зеленчук жовтий, зірочник ланцетоподібний. Серед рослин боліт та берегів водного дзеркала — осока волосиста, очерет звичайний. До угруповань водної рослинності найчастіше трапляються ценози спіродели багатокореневої і ряски малої, звичайними є також ценози куширу темно-зеленого, елодеї канадської, водяного різака алоеподібного, жабурнику звичайного, водопериці кільчастої. Прибережно-водна рослинність представлена добре розвиненим азональним елементом: куга озерна, частуха подорожникові.
На водно-болотному комплексі росте багато видів рослин: цибуля ведмежа, живокіст, зозулині черевички, любка дволиста, півники болотяні, шавлія звичайна, аір звичайний та багато інших. Більшість видів рослин занесені до Червоної книги.
Чагарниковий ярус розвинений слабо. Поширеними видами в ньому є шипшина, бруслина європейська, та бородавчаста, бузина чорна, рідше трапляються ліщина, свидина криваво-червона.
Деревно-чагарникова рослинність представлена по схилах водних об'єктів та безпосередньо біля води. Терен, масляниця вузьколистий, свидина криваво-червона, глід кривочашечковий, жостір проносний утворюють чагарникові зарості. Такий видовий склад значно підвищує ємність тутешнього середовища для тваринного світу.

## Тваринний світ
По зоогеографічному — Український лісостеповий округ Дністровсько-Дніпровської лісостепової фізико-географічної провінції з відповідним рослинним та тваринним світом.
На берегах річок зустрічаються видри, норки, а по водоймах- дикі качки і гуси. З осілих і перелітних птахів найпоширеніші граки, ворони, галки, сороки, шпаки, синиці, дрозди, сови, дятли, солов'ї.
Значна площа об'єкту та поєднання різних природних угруповань: наявність непорушеної заплави, прибережно-водної рослинності створює велику ємність для існування великого розмаїття тварин. Біля території водних об'єктів зустрічаються комахи занесені до Червоної книги України: подалірій, махаон, бджола-тесляр фіолетова.
Велику цінність для існування фауни вказаної території відіграє водна фауна, зокрема іхтіофауна водного дзеркала. Тут зустрічаються такі звичайні риби як карась, окунь, щука, види товстолобів, сом, лящ, судак, білий амур.
Водне дзеркало виконує дуже важливе значення для популяцій водоплавних птахів. Це місце гніздування багатьох видів птахів: куликів, качок, лисок, курочок водяних, рибалочок голубих, лунів болотяних, яструбів — перепелятників, бугаїв, чапель білих та сірих, лелек білих, лебедів — шипунів і, що найцінніше — сірих гусей. Під час прольоту на території об'єкту зупиняються великі маси перелітних птахів. Серед них: велика і мала білі чаплі, черні, кулики. Охороняти мігруючих птахів Україна зобов'язалася приєднавшись до Боннської конвенції. У гніздовий період відмічено багато видів птахів, серед яких внесено до ЧКУ: лелека чорний, балабан, лежень, кулик-сорока, пугач, сорокопуд сірий.
Наявність великого водного об'єкту підтримує існування тут рідкісного червоно-книжного хижака — видри. Звичайною є ондатра. Територія об'єкту сприятлива для взяття всіх цих тварин під охорону.

## Охоронне значення
Територія об'єкту має високе міжнародне значення, в першу чергу, як шлях міграції великих мас перелітних птахів. Охороняти мігруючі види птахів Україна зобов'язалася, прийнявши «закон України про приєднання до Боннської конвенції» 19.03.99 р. Зобов'язання з охорони водно-болотяних угідь (до числа яких належить і вказана територія), Україна взяла на себе, приєднавшись до Рамсарської конвенції (Постанова Верховної Ради від 29.10.96 р.). Додатково зазначимо, що на разі в умовах майже тотальної трансформації водно-болотних екосистем Вінниччини необхідним є збереження усіх площ не нетрансформованих екосистем, що збереглися, адже за останні 50 років в області зникло десятки видів рослин та тварин. Кожен рік зростає кількість видів, що потребують спеціальної охорони в області.
Департаментом агропромислового розвитку, екології та природних ресурсів Вінницької ОДА за ініціативи активістів Переможнянської сільської ради ведеться робота з розширення площі заказника.

## Галерея

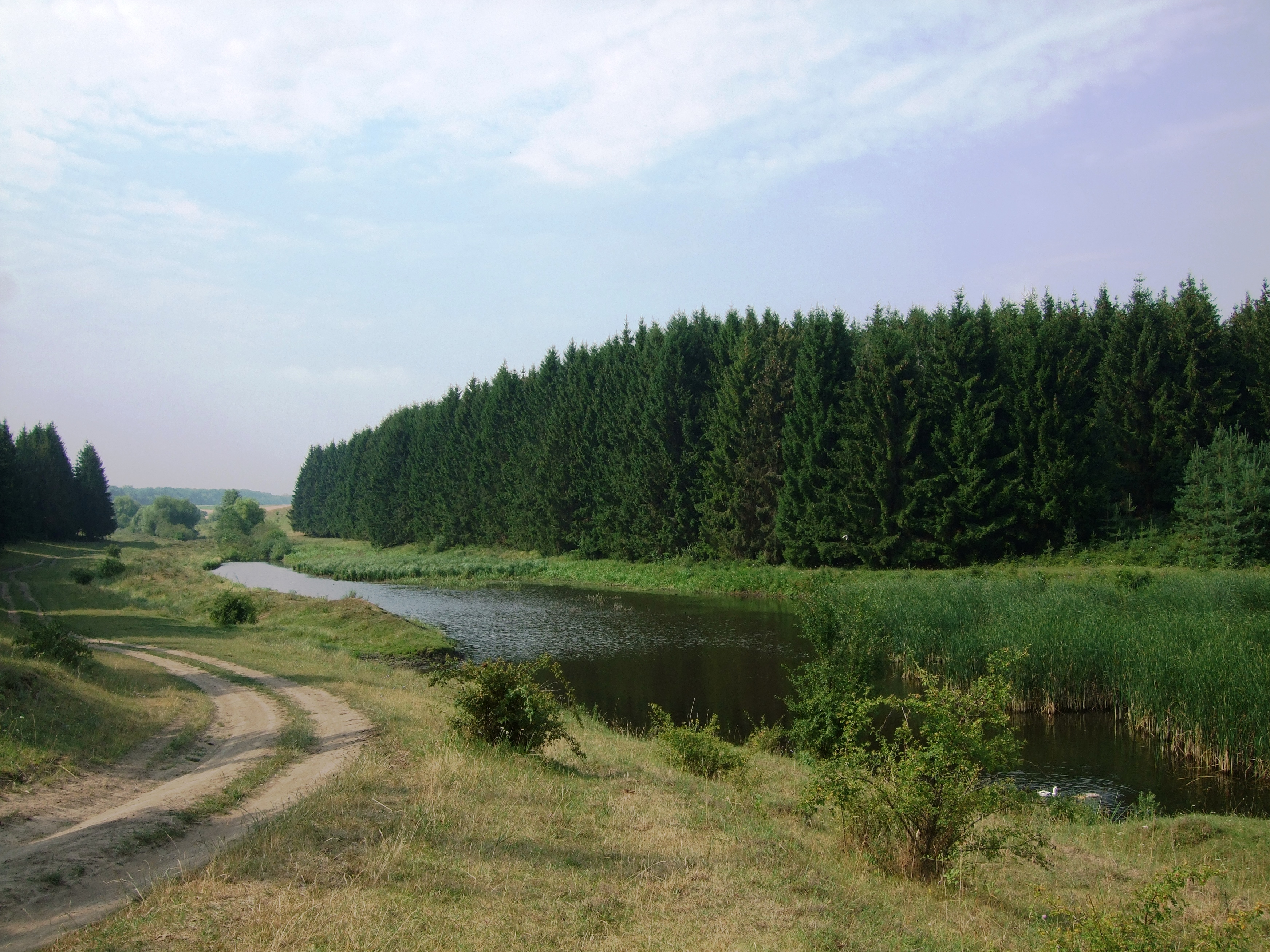
Ялиновий ліс і рукав р. Гнилоп'ять
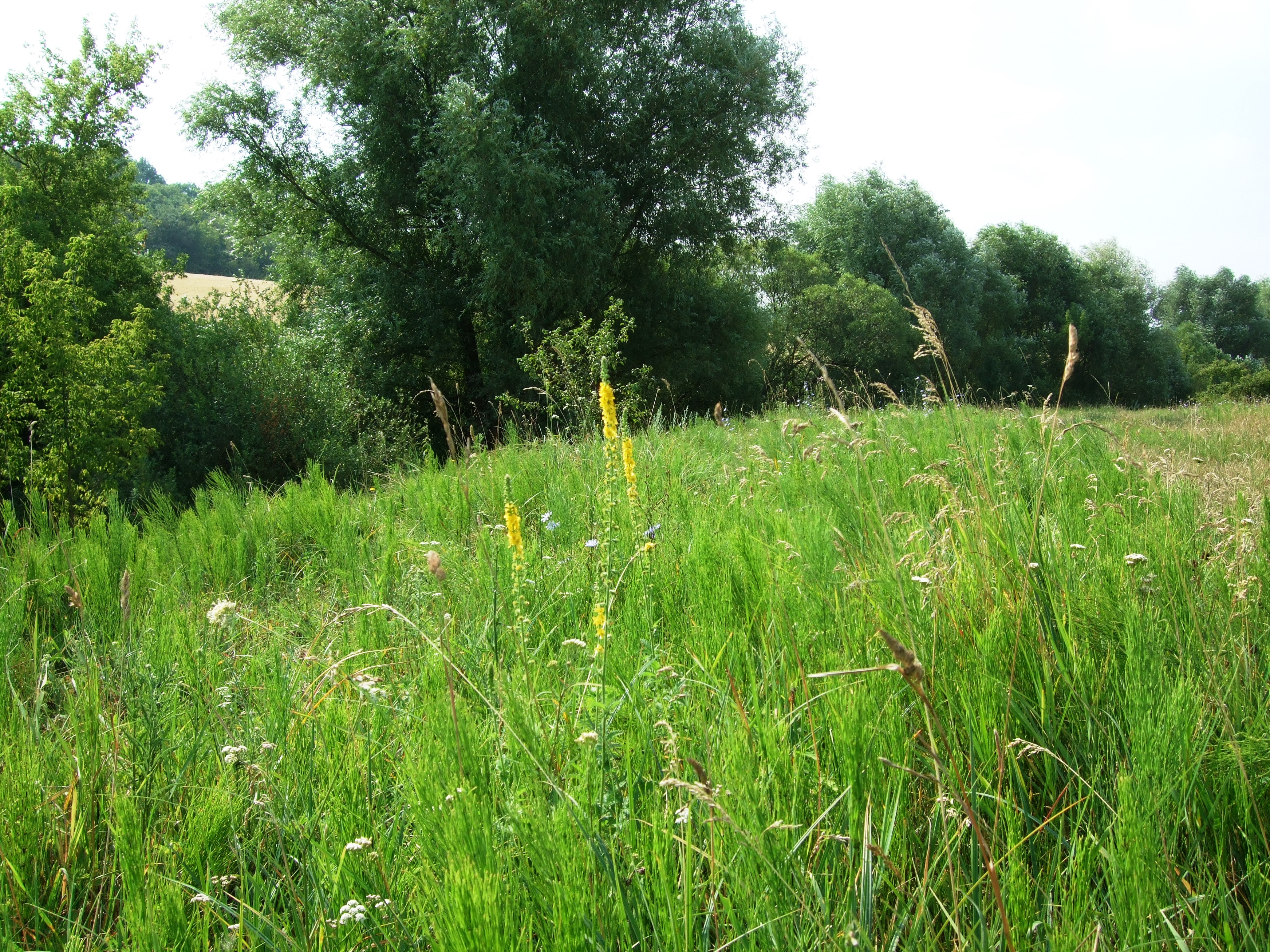
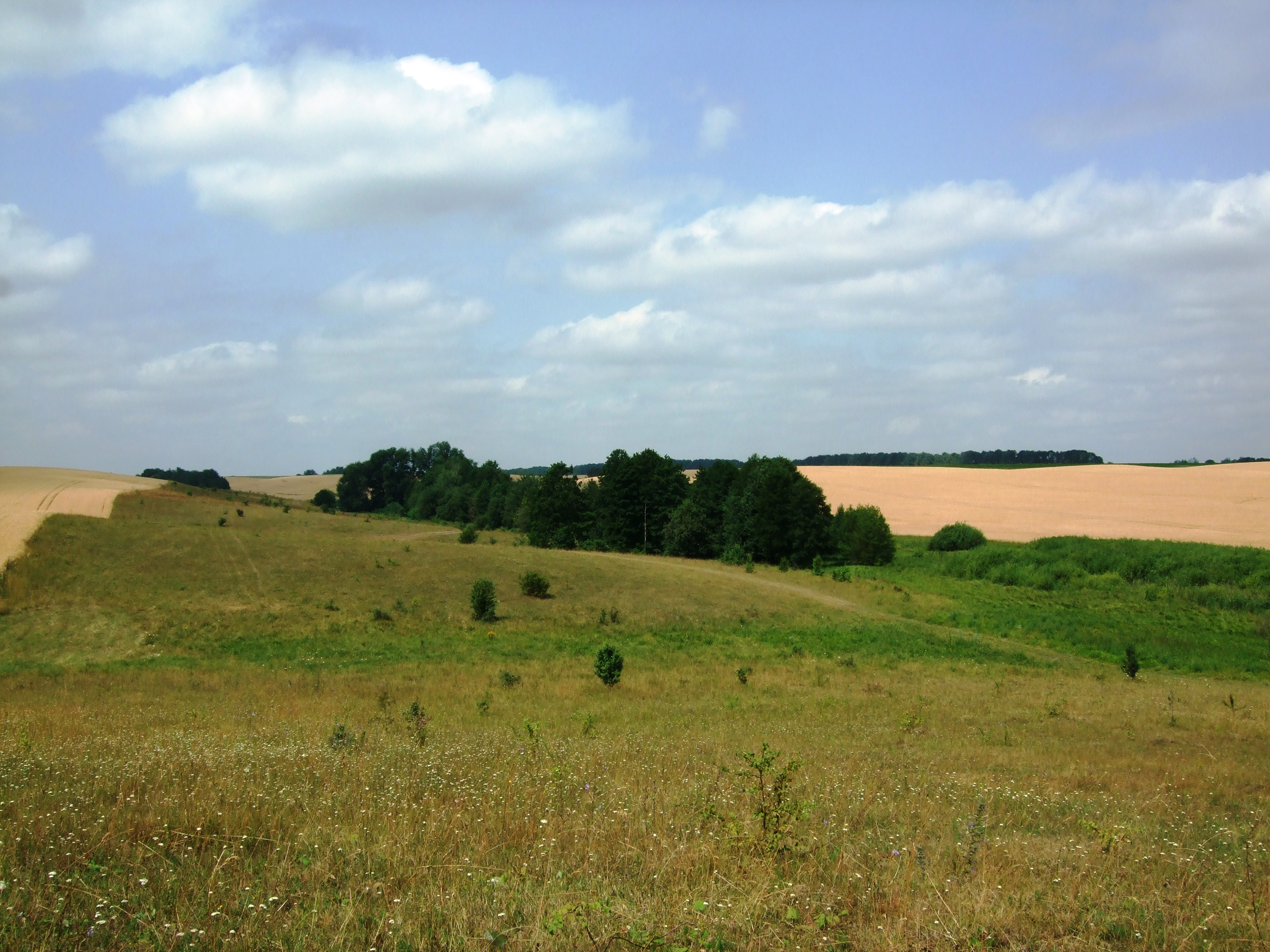
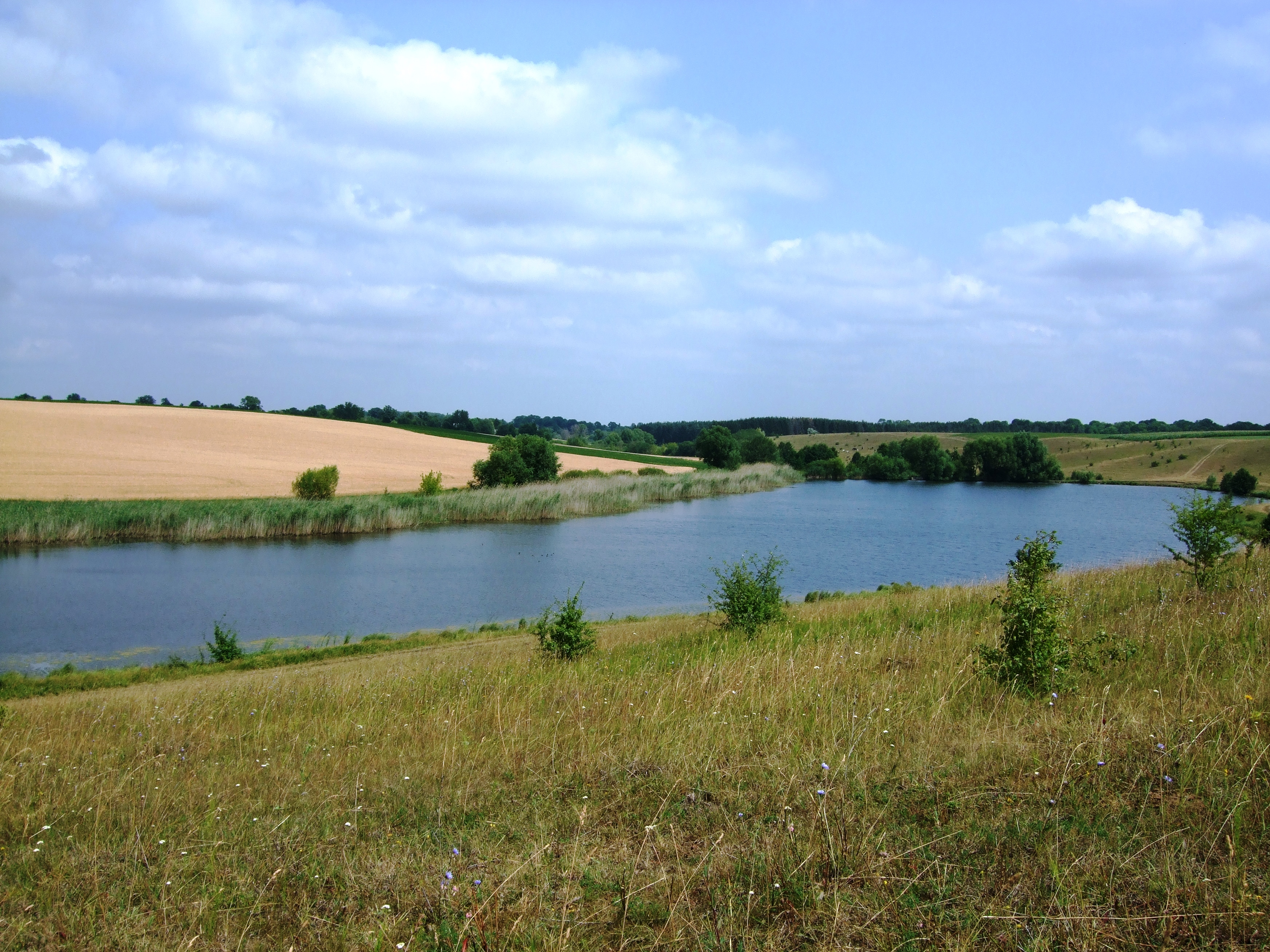